# Maître de Charles du Maine
Le Maître de Charles du Maine désigne par convention un enlumineur actif à Paris des années 1450 à 1460. Il doit son nom à plusieurs manuscrits qu'il a peints pour Charles IV du Maine. Il semble avoir été actif dans la région de Tours et est influencé par le style du Maître de Bedford.

## Éléments biographiques et stylistiques

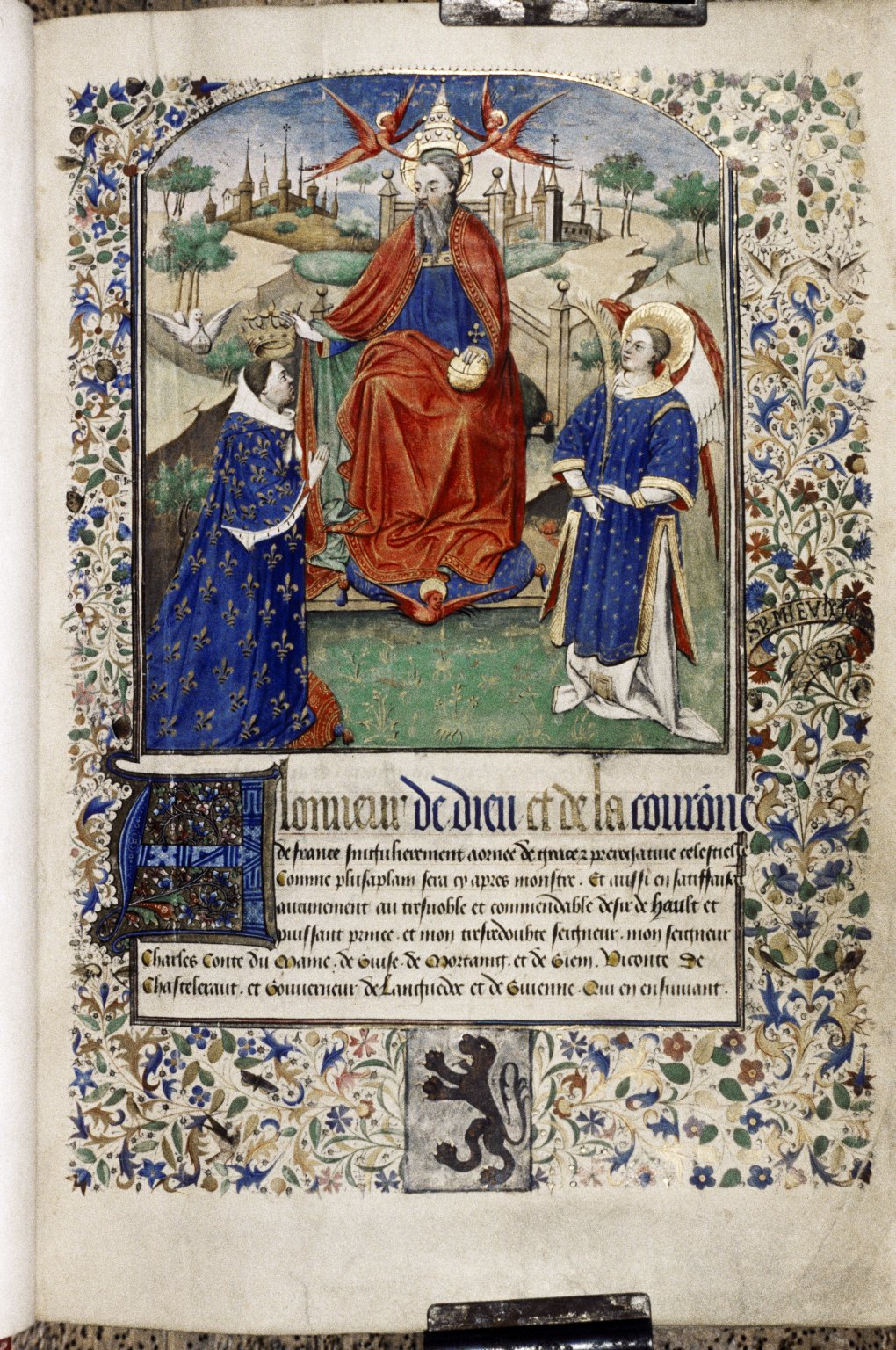
Dieu couronne le roi de France, miniature de frontispice du Miroir historial abrégé, f.1r.

Son style est repéré pour la première fois par l'historien de l'art Eberhard König en 1982 et un petit corpus est établi sous le nom de Maître du Spencer 34 d'après un manuscrit conservé à la New York Public Library. Cependant, François Avril conteste cette dernière attribution pour qui le manuscrit new-yorkais est dû à un tout autre artiste. C'est pourquoi il a proposé de le renommer d'après le commanditaire, frère de René d'Anjou, d'un manuscrit du Miroir historial abrégé. Ce texte daté de 1451 permet de situer son activité au cours de cette même décennie.  Sa possible participation à la décoration d'un graduel tourangeau semble indiquer qu'il était originaire de cette ville ou qu'il appartenait au milieu des enlumineurs de cette ville. Son style montre une influence du Maître de Bedford, beaucoup plus ancien. Ses couleurs sont claires et franches, ses perspectives irréalistes et ses formes très stylisées. Il montre par ailleurs une grande habileté dans la réalisation des encadrements de miniatures.

## Manuscrits attribués
- Miroir historial abrégé dédié à Charles IV du Maine, Bibliothèque bodléienne, Ms.Bodleian 968
- De Natura Avium d'Albert le Grand, commandé par Charles du Maine, 1 miniature, Bibliothèque nationale de France, Lat.6749A
- Deux graduels de la cathédrale Saint-Gatien de Tours, commandé par le chanoine Le Picart, Bibliothèque municipale de Tours, Mss.208-209 (détruit par un incendie pendant la Seconde Guerre mondiale)
- Roman de Tristan en prose, peut-être commandé par Prigent de Coëtivy puis complété à l'initiative de Charles du Maine, en 2 tomes, 1er tome : 54 miniatures partiellement de la main du maître et du Maître de Dunois, musée Condé, Chantilly, Ms.648[3], 2e tome, Bibliothèque municipale de Dijon, Ms.527[4]